# Hypnum gracilisetum
Hypnum gracilisetum là một loài Rêu trong họ Hypnaceae. Loài này được Hornsch. ex Schwägr. mô tả khoa học đầu tiên năm 1827.